# Blažo Đukanović
Blažo Đukanović (Lukovo, Nikšić, 26 de noviembre de 1883-Nikšić, monasterio de Ostrog, 21 de octubre de 1943), militar yugoslavo, general de brigada, comandante chetnik y dirigente político en Montenegro durante la Segunda Guerra Mundial.

## Biografía
Đukanović completó su educación secundaria en Rusia. Desde 1939 formó parte como juez del Alto Tribunal Militar de Yugoslavia. Se le nombró ban —gobernador provincial— de la banovina de Zeta en 1941, puesto que mantuvo hasta la disolución del Reino de Yugoslavia. Ese mismo año se le eligió como comandante de todas las fuerzas chetniks de Montenegro y los generales Bajo Stanišić y Radoje Đetković le reconocieron como portavoz oficial de los chetniks montenegrinos.
El 24 de julio de 1942, en su cargo de dirigente de los chetniks de la región, firmó un acuerdo con el Ejército italiano representado por general Pirzio Biroli mediante el que pasó a presidir el Comité Nacionalista Central que también incluía fuerzas montenegrinas independentistas («verdes»). Este puesto le convirtió en dirigente de facto de Montenegro y lo mantuvo hasta el 19 de octubre de 1943, poco antes de su muerte. Varios días antes, había caído en una emboscada partisana en el monasterio de Ostrog. Finalmente capturado, se le fusiló junto con generales Stanišić, Đetković y Jovan Tošković en los muros del monasterio inferior.